# Immergrüne Osterluzei
Die Immergrüne Osterluzei (Aristolochia sempervirens) ist eine Pflanzenart aus der Familie der Osterluzeigewächse (Aristolochiaceae).

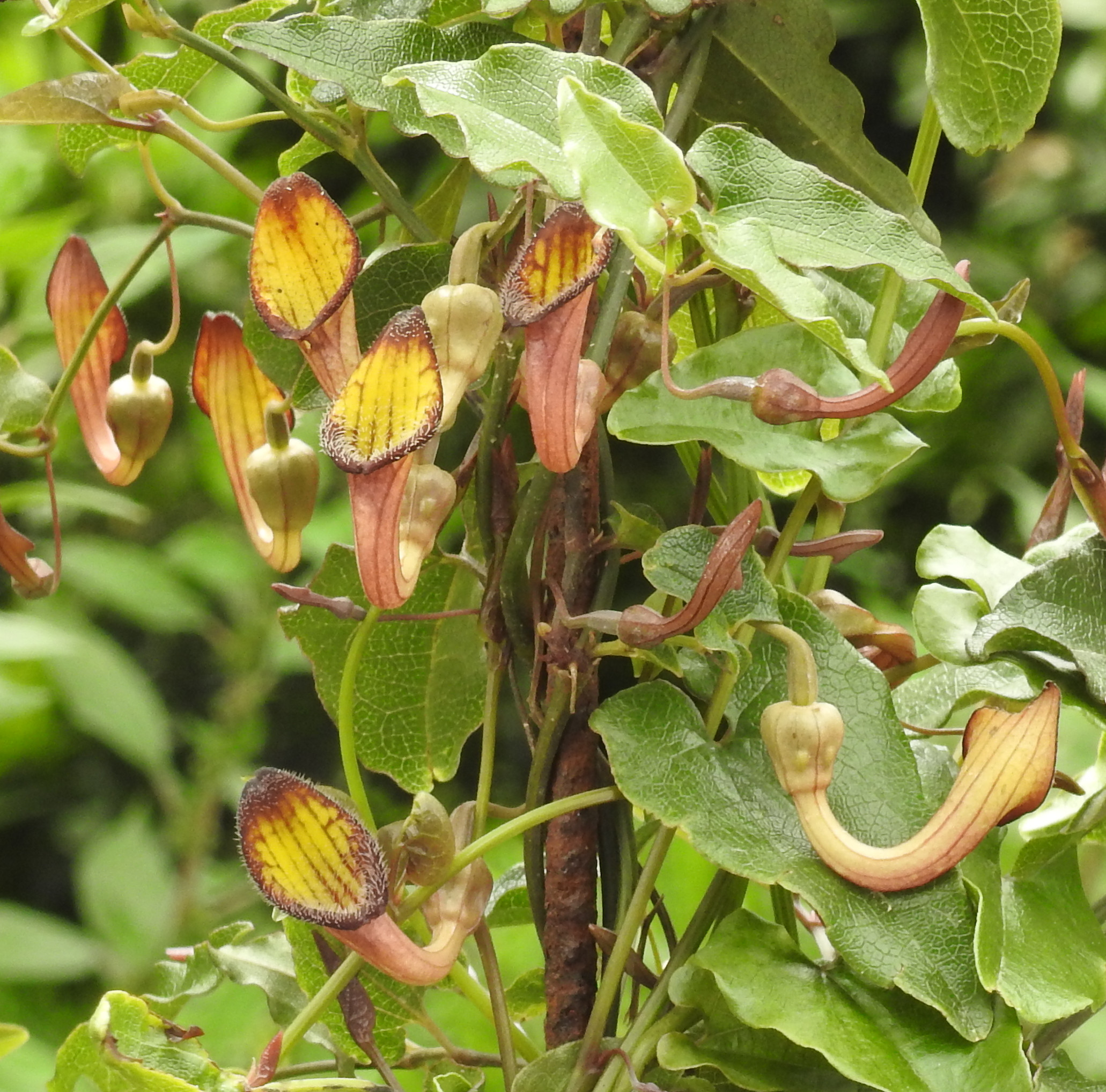
Immergrüne Osterluzei (Aristolochia sempervirens)

## Merkmale
Die Immergrüne Osterluzei ist eine immergrüne und am Grund verholzende Kletterpflanze, die Wuchshöhen bis 5 Meter erreicht. Die Laubblätter sind eiförmig-lanzettlich, lederig und kahl. Am Grund sind sie tief herzförmig und leicht geöhrt. Die Blüten sind gelb mit purpurnen Streifen und 2 bis 5 Zentimeter lang. Die Röhre ist U-förmig.
Die Blütezeit reicht von März bis Juli.
Die Chromosomenzahl beträgt 2n = 14.

## Vorkommen
Die Art kommt hauptsächlich im östlichen Mittelmeerraum sowie auf Sizilien und in Algerien vor. Sie wächst auf schattigen und feuchten Standorten. Das Verbreitungsgebiet umfasst ursprünglich die Gebiete Griechenland, Sizilien, Kreta, die Ägäis, Zypern, die Türkei, Syrien, Libanon und Israel. In Algerien ist die Ursprünglichkeit zweifelhaft. In Italien und Frankreich ist die Art ein Neophyt.